# Otrok
Otrok je človeški potomec katerekoli starosti ali deček oz. deklica do nastopa pubertete. Otroštvo v povezavi s procesom biološke rasti delimo na več obdobij. Zgodnje otroštvo zajema obdobje od dveh let in pol do šestih, srednje in pozno otroštvo pa je za dekleta čas od sedmega do desetega, za fante pa od sedmega do dvanajstega leta. Temu sledi obdobje adolescence do polnoletnosti. V marsikaterih dimenzijah življenja pa je otrok oseba, ki ne odgovarja popolnoma za svoja dejanja oziroma se lahko naslanja na vzgojitelja ali oporo s strani države za nadaljnje reševanje težav.

## Zgodnje otroštvo

### Spoznavni razvoj v zgodnjem otroštvu
Za zgodnje otroštvo je po Piagetovi teoriji značilen egocentrizem, kar pomeni, da otrok ni sposoben dojeti, da lahko drugi zaznavajo, doživljajo ali vidijo stvari drugače kot on. Druga značilnost po tej teoriji je animizem, ko je otrok prepričan, da imajo stvari in predmeti iste značilnosti kot vse kar je živo. Otrok v tem obdobju tudi verjame, da je povzročitelj naravnih pojavov in dogodkov človek.

### Čustveni razvoj v zgodnjem otroštvu
V zgodnjem otroštvu pride do hitrega razvoja sposobnosti pravilnega prepoznavanja in razumevanja čustev kot so veselje, jeza, strah, zaskrbljenost, presenečenje, gnus, čustva samozavedanja, ljubosumnost... . Ena od glavnih razvojnih nalog v tem obdobju je način ravnanja za pridobivanje zmožnosti nadzora nad čustvenim doživljanjem. Gre za procese učenja s pomočjo katerih otrok presoja, ocenjuje in spreminja svoje čustvene odzive.

### Socialni in moralni razvoj v zgodnjem otroštvu
Otroci v zgodnjem otroštvu vse več časa preživijo s svojimi vrstniki in manj z odraslimi. Na področju socialnih interakcij, različnih vedenj med posameznikoma, prihaja do sprememb v razvoju sposobnosti komuniciranja, reševanju problemov, empatije. Spremembe se odražajo v otrokovem dojemanju, da imajo tudi drugi svoja čustva, želje in zahteve. Pomemben del moralnega razvoja v zgodnjem otroštvu je razumevanje otrok, zakaj je neko vedenje v okolju v katerem živi, pravilno ali napačno.

## Srednje in pozno otroštvo
V obdobju med šestim in enajstim letom otrok doživlja glavne spremembe v razvoju miselnih sposobnosti na konkretni operativni stopnji mišljenja. Razvoj konkretnologičnih miselnih operacij (Piagetova teorija) otroku omogoča hkratno razmišljanje in upoštevanje več različnih strani istega problema. Logika in fleksibilnost postajata značilnost otrokovega razmišljanja. Temelj otrokovega sklepanja pa so logični odnosi in ne trenutne konkretne zaznave. (npr. otrok je sposoben razvrščati predmete po barvi, velikosti, obliki, številu, smeri...hkrati!)

### Čustveni razvoj v srednjem in poznem otroštvu
V srednjem in poznem otroštvu se otrok vse bolj zaveda lastnih čustev in tudi čustev drugih. Razumevanje čustvenega doživljanja je korak naprej v razvoju boljšega nadzora doživljanja in izražanja lastnih čustev in odgovarjanja na čustva drugih. V povezavi z otrokovo zmožnostjo zavzemanja perspektive drugega postaja vedenje otrok v srednjem in poznem otroštvu manj agresivno in bolj prosocialno.

### Socialni in moralni razvoj v srednjem in poznem otroštvu
V tem starostnem obdobju se otrok oddaljuje od nadzora staršev in se veliko druži z vrstniki. Vrstniki so zanj bolj zanimivi kot drugi otroci, zato je do njih tudi bolj pozoren. Vrstniške interakcije se dogajajo v šoli, na poti v šolo, pri športu, ob poslušanju glasbe, telefoniranju, pred računalnikom. Vrstniške skupine ki jih sestavljajo otroci v srednjem in poznem otroštvu so različne. Člane vrstniške skupine povezuje zvestoba in pripadnost skupini. sprejetje, položaj in veljajo v vrstniški skupini pa otrok ocenjuje ob primerjavi drugega z drugim. V obdobju srednjega in poznega otroštva na področju moralnega razvoja otrok razvija sposobnost nadzora lastnega vedenja in ugotavljanja skladnosti lastnega vedenja s socialnimi pravili v okoliščinah v katerih se znajde. Otrok ocenjuje, da je prav, če je njegovo vedenje skladno s pričakovanji drugih.

## Otrok in družba
Otrok je izpostavljen v otroštvu vsem vrstam izobraževanja, delovanja, vzgoje in doživetij. Družina je avtonomna enota, kjer starša po lastni presoji in v okviru roditeljskih pravic oblikujeta svojega otroka. Polno sodelovanje staršev tako z otroki kot učitelji pa tudi s širšim okoljem omogoča tako otroku kot samim staršem bolj vključeno delovanje in večji občutek varnosti. Prilagojenost starša na družbo omogoča tudi lažje socializiranje otroka v okviru avtonomnosti družine. Zaradi težav ali zapletov se otroku omogoči rejništvo ali posvojitev.

## Pravni vidiki
Slovenska zakonodaja določa, da je otrok mladoletna oseba do osemnajstega leta starosti. Izraz otrok se po tej definiciji uporablja v civilnem in kazenskem pravu. Odprta so še vprašanja o tem, ali je nekdo še vedno otrok, če pri 15 letih sklene zakonsko zvezo, in ali je kazensko odgovoren za protipravno ravnanje, če je bil ob storitvi takšnega ravnanja star manj kot 14 let. Ni pozabiti tudi otrok s posebnimi potrebami po določbah različnih predpisov iz šolske zakonodaje. Prepovedano je tudi delo otrok, razen v izjemnih primerih, ki jih definira Zakon o delovnih razmerjih.
Pomembni so pomisleki o izpodbijanju pogodb, ki jih sklene otrok z odraslo osebo, otroku se naloži zastopnika v primerih, ko interesi staršev in otroka niso nujno isti. Otrok je v položaju razveze zakonske zveze staršev sposoben izjaviti svojo voljo ali jo posreduje sodniku preko zastopnika.
Definicije otroka so različne tudi glede na samo stroko in vidik v katerem otrok nastopa. Pravno gledano so vsi pravosodni organi dolžni skrbeti za otrokovo dobrobit znotraj vseh postopkov. Otrok ima pravico do vzgoje, skrbi, varstva, stikov s starši in preživljanja do končanja rednega šolanja s strani staršev. Po sami naravi teh pravic so to tudi dolžnosti, katerih zanemarjanje tudi s strani otroka vodi k poslabšanju življenjskih okoliščin otroka.
Otrok je zaradi različnih vidikov stroke izpostavljen zelo raznovrstnim odgovornostim in pravicam. Razumevanje teh pravic je odgovornost, ki jo ne more prenašati vsak otrok, zato je izredno pomembno, da je otrok sposoben izjaviti, da česa ne razume, ne želi, noče, ne zna, ne zmore. Le tako lahko uveljavlja svoje pravice. Otrokova sreča v nadaljnjem življenju je odvisna od njegovih izpolnjevanj svojih dolžnosti in njegovega udejstvovanja v dejavnostih, ki ga zanimajo in animirajo. Otrok, ki je prepuščen škodljivim dejavnostim, nosi tudi sam odgovornost za svoje vedenje, še posebej v šolskih programih.

### Otrokove pravice
Generalna skupščina OZN je 20. novembra 1989 sprejela Konvencijo o otrokovih pravicah, katere namen je zaščititi otroke po vsem svetu. Od takrat vsako leto 20. novembra praznujemo svetovni dan otroka. Posledice te konvencije, ki je široko sprejeta med članicam, zahtevajo skrb vseh vlad na področju ščitenja otrokovih pravic, ko so te kršene. Konvencija o otrokovih pravicah se nanaša na pravico do življenja otroka, omogoča mu pravico do imena, matične knjige, državljanstva, poznavanja in skrbstva staršev, ima pravico do identitete. Noben  otrok  ne  sme  biti  izpostavljen samovoljnemu ali nezakonitemu vmešavanju v njegovo zasebno življenje, družino, dom ali dopisovanje, niti nezakonitim napadom za njegovo čast in ugled. Države pogodbenice priznavajo, da mora duševno ali telesno prizadet otrok uživati polno in dostojno življenje v razmerah, ki jamčijo dostojanstvo, spodbujajo samozavest in olajšujejo njegovo dejavno udeležbo v družbi.
Evropska unija in njene članice so dodatno varovale te pravice s sprejetjem številnih konvencij, za Slovenijo je v zadnjih letih najpomembnejša Konvencija o civilnopravnih vidikih mednarodne ugrabitve otrok in Evropska konvencija o uresničevanju otrokovih pravic. Evropska unija kot tudi Slovenija je vzpostavila trdno zakonodajo, ki kaznuje nasilje nad otroki, kar je postalo pomemben del družinske politike po letu 2007.  Zaradi vpletanja in kršenja otrokovih pravic v oboroženih spopadih po svetu so zagotavljanje teh dejavnosti vpletli tudi kot dejavnik zunanje politike EU. Kot del notranje analize EU se izpostavlja predvsem otroci izpostavljeni revščini. Evropska unija sodeluje in bogato financira prizadevanja UNICEFa za države v razvoju, kjer so najbolj izpostavljene težave tihotapljenje ljudi, otroška delovna sila in onemogočanje otrok v zgodnjem obdobju izobraževanja.

### Otroško zavetišče
Prvo otroško zavetišče v Ljubljani, je bilo odprto leta 1834.